# Rode soldatenvis
De rode soldatenvis (Myripristis murdjan) is een straalvinnige vissensoort uit de familie van de eekhoorn- en soldatenvissen (Holocentridae). De wetenschappelijke naam van de soort is voor het eerst geldig gepubliceerd in 1775 door Forsskål.

## Kenmerken
Het oranje lichaam bevat een diepgevorkte staart en vinnen met een witte rand. Hij heeft grote ogen. De grote, ruwe schubben zijn scherpgerand en op de kieuwdeksels bevinden zich harde vinstralen en stekels om vijanden af te schrikken.

## Leefwijze
Het voedsel van deze nachtactieve vis bestaat hoofdzakelijk uit plankton. Overdag verbergt hij zich in spleten.

## Verspreiding en leefgebied
Deze soort komt voor in de Indische- en Grote Oceaan in ondiepe lagunes bij koraalriffen.